# Esperantujo
Esperantujo (vagy Eszperancia, Eszperantóország) egy képzeletbeli ország, melynek polgárai az eszperantisták. Esetenként Eszperantó-országként, vagy Eszperanciaként fordítják magyarra. A szó humorosan utal arra a tényre, hogy az eszperantó nem egy  országhoz kötődő nyelv.
A szó egyúttal az eszperantó nyelvet használók közösségének nem-hivatalos elnevezése. Ezalatt az eszperantó kultúrát, azokat a helyeket, intézményeket értik, ahol a nyelvet használják. Amikor eszperantisták eszperantóul beszélnek, vagy eszperantó rendezvényen vesznek részt, akkor „Esperantujóban vannak”. Jelképes fővárosa Rotterdam.

## Etimológia
Az Esperantujo szó nyelvtanilag az Esperanto (eszperantó) szó -uj utóképzős változata. Az -uj képző az eredeti szó jelentését tartály, tartó, az eredeti nyelvtervezet alapján ország jelentésre cseréli, így a szó formailag olyan, mintha egy országról lenne szó, bár nincs ilyen terület. Esperantujo így mindenütt megtalálható, ahol eszperantisták összejönnek. Ez a név a hagyományos '-ujo'-s formát őrzi annak ellenére, hogy az országnevek esetében egyre inkább az –io végződésű forma terjed.

## Állam nélküli diaszpóra
Európában, 2001. június 2-án néhány csoport létrehozta az Esperanta Civito szervezetet, mely célul tűzte ki, hogy a „nemzetközi jog alanya” lehessen, továbbá célkitűzése, hogy erősítse azoknak az eszperantistáknak az összetartozását, akik állam nélküli nyelvi diaszpóra tagjának érzik magukat. Az Esperanta Civito mindig az Esperantujo formát használja (melyet Hector Hodler vezetett be 1908-ban), amely megkülönbözteti a hagyományos Esperantujo formától.
2007 áprilisában tréfásan megalakult az Esperanta Respubliko (Eszperantó Köztársaság).

## Fordítás
- Ez a szócikk részben vagy egészben  az   Esperantujo című eszperantó Wikipédia-szócikk fordításán alapul.  Az eredeti cikk szerkesztőit annak laptörténete sorolja fel. Ez a jelzés csupán a megfogalmazás eredetét és a szerzői jogokat jelzi, nem szolgál a cikkben szereplő információk forrásmegjelöléseként.